# Campionato di Formula E 2014-2015
Il campionato di Formula E 2014-2015 è la prima edizione del Campionato di Formula E, serie automobilistica ideata dalla FIA riservata a veicoli spinti da motori elettrici.

## Vetture

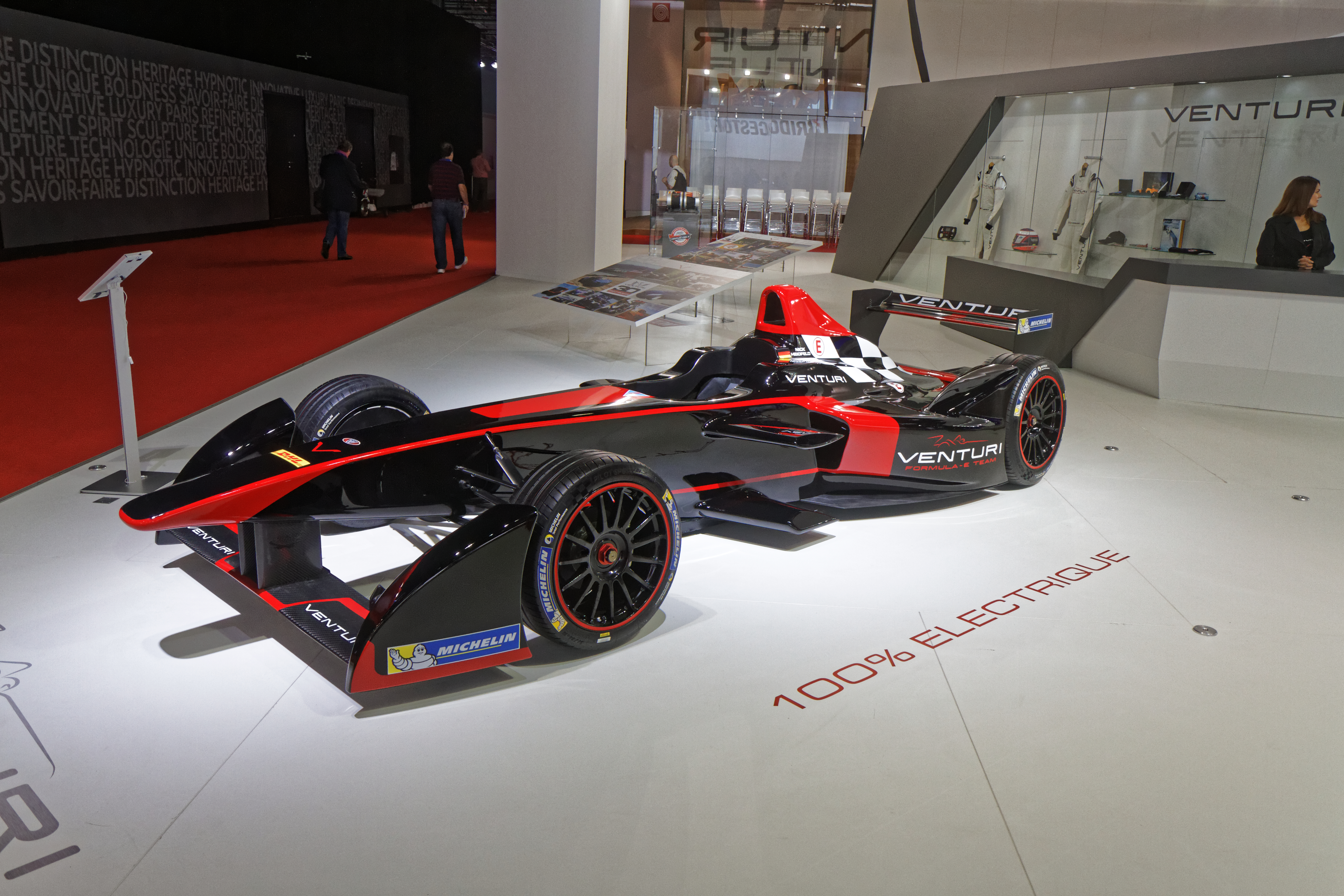
La Spark-Renault SRT-01E del Team Venturi presentata al Motor Show di Parigi 2014

Per tutte le squadre è previsto un unico modello di monoposto elettrica, denominata Spark-Renault SRT 01E, costruita da Spark Racing Technology in cooperazione con Renault e con telaio disegnato da Dallara. Il motore elettrico, sviluppato da McLaren Electronic Systems è lo stesso usato dalla supercar McLaren P1, con cambio Hewland a 5 marce e alimentato da un sistema di batterie realizzato da Williams. Michelin è il fornitore ufficiale degli pneumatici della categoria.
Queste monoposto sono in grado di accelerare da 0 a 100 in 3 secondi e raggiungono una velocità massima di circa 230 km/h.
Per la prima stagione, la FIA ha ordinato un numero totale di 42 vetture.

## Scuderie e piloti
Per la stagione 2014-2015, partecipano al campionato dieci scuderie. Ognuna di esse schiera due piloti che hanno a disposizione due vetture ciascuno: ciò significa che sono necessarie in tutto 40 auto. Tutte le squadre hanno come base il quartier generale sportivo e tecnico del circuito di Donington Park, nel Regno Unito, dove hanno sede anche gli uffici amministrativi e operativi dell'organizzazione.
Le scuderie sono state ufficializzate nell'aprile 2014, tuttavia nel giugno successivo Drayson Racing si è ritirato e il suo posto è stato preso dalla scuderia Trulli GP, creata dall’ex pilota di Formula 1, Jarno Trulli, a cui Drayson partecipa come sponsor e partner tecnologico.
| Scuderia                                                                       | Costruttore                 | Vettura               | Gomme | Nº | Piloti                 | Gare   |
| ------------------------------------------------------------------------------ | --------------------------- | --------------------- | ----- | -- | ---------------------- | ------ |
| Virgin Racing Formula E Team                                                   | Spark-Renault               | Spark-Renault SRT 01E | M     | 2  | Sam Bird               | Tutte  |
| Virgin Racing Formula E Team                                                   | Spark-Renault               | Spark-Renault SRT 01E | M     | 3  | Jaime Alguersuari      | 1–9    |
| Virgin Racing Formula E Team                                                   | Spark-Renault               | Spark-Renault SRT 01E | M     | 3  | Fabio Leimer           | 10–11  |
| Mahindra Racing Formula E Team                                                 | Spark-Renault               | Spark-Renault SRT 01E | M     | 5  | Karun Chandhok         | Tutte  |
| Mahindra Racing Formula E Team                                                 | Spark-Renault               | Spark-Renault SRT 01E | M     | 21 | Bruno Senna            | Tutte  |
| Dragon Racing Formula E Team                                                   | Spark-Renault               | Spark-Renault SRT 01E | M     | 6  | Oriol Servià           | 1–4    |
| Dragon Racing Formula E Team                                                   | Spark-Renault               | Spark-Renault SRT 01E | M     | 6  | Loïc Duval             | 5–11   |
| Dragon Racing Formula E Team                                                   | Spark-Renault               | Spark-Renault SRT 01E | M     | 7  | Jérôme d'Ambrosio      | Tutte  |
| Team e.dams Renault                                                            | Spark-Renault               | Spark-Renault SRT 01E | M     | 8  | Nicolas Prost          | Tutte  |
| Team e.dams Renault                                                            | Spark-Renault               | Spark-Renault SRT 01E | M     | 9  | Sébastien Buemi        | Tutte  |
| Trulli Formula E Team                                                          | Spark-Renault               | Spark-Renault SRT 01E | M     | 10 | Jarno Trulli           | Tutte  |
| Trulli Formula E Team                                                          | Spark-Renault               | Spark-Renault SRT 01E | M     | 18 | Michela Cerruti        | 1–4    |
| Trulli Formula E Team                                                          | Spark-Renault               | Spark-Renault SRT 01E | M     | 18 | Vitantonio Liuzzi      | 5–9    |
| Trulli Formula E Team                                                          | Spark-Renault               | Spark-Renault SRT 01E | M     | 18 | Alex Fontana           | 10–11  |
| Audi Sport ABT Formula E Team                                                  | Spark-Renault               | Spark-Renault SRT 01E | M     | 11 | Lucas Di Grassi        | Tutte  |
| Audi Sport ABT Formula E Team                                                  | Spark-Renault               | Spark-Renault SRT 01E | M     | 66 | Daniel Abt             | Tutte  |
| Venturi Formula E Team                                                         | Spark-Renault               | Spark-Renault SRT 01E | M     | 23 | Nick Heidfeld          | Tutte  |
| Venturi Formula E Team                                                         | Spark-Renault               | Spark-Renault SRT 01E | M     | 30 | Stéphane Sarrazin      | Tutte  |
| Andretti Autosport Formula E Team                                              | Spark-Renault               | Spark-Renault SRT 01E | M     | 27 | Franck Montagny        | 1–2    |
| Andretti Autosport Formula E Team                                              | Spark-Renault               | Spark-Renault SRT 01E | M     | 27 | Jean-Éric Vergne       | 3–11   |
| Andretti Autosport Formula E Team                                              | Spark-Renault               | Spark-Renault SRT 01E | M     | 28 | Charles Pic            | 1      |
| Andretti Autosport Formula E Team                                              | Spark-Renault               | Spark-Renault SRT 01E | M     | 28 | Matthew Brabham        | 2–3    |
| Andretti Autosport Formula E Team                                              | Spark-Renault               | Spark-Renault SRT 01E | M     | 28 | Marco Andretti         | 4      |
| Andretti Autosport Formula E Team                                              | Spark-Renault               | Spark-Renault SRT 01E | M     | 28 | Scott Speed            | 5–8    |
| Andretti Autosport Formula E Team                                              | Spark-Renault               | Spark-Renault SRT 01E | M     | 28 | Justin Wilson          | 9      |
| Andretti Autosport Formula E Team                                              | Spark-Renault               | Spark-Renault SRT 01E | M     | 28 | Simona de Silvestro    | 10–11  |
| Amlin Aguri                                                                    | Spark-Renault               | Spark-Renault SRT 01E | M     | 55 | Takuma Satō            | 1      |
| Amlin Aguri                                                                    | Spark-Renault               | Spark-Renault SRT 01E | M     | 55 | António Félix da Costa | 2–9    |
| Amlin Aguri                                                                    | Spark-Renault               | Spark-Renault SRT 01E | M     | 55 | Sakon Yamamoto         | 10–11  |
| Amlin Aguri                                                                    | Spark-Renault               | Spark-Renault SRT 01E | M     | 77 | Katherine Legge        | 1–2    |
| Amlin Aguri                                                                    | Spark-Renault               | Spark-Renault SRT 01E | M     | 77 | Salvador Durán         | 3–11   |
| \| \| China Racing Formula E Team[6] \| \| NEXTEV TCR Formula E Team[33] \| \| | Spark-Renault               | Spark-Renault SRT 01E | M     | 88 | Ho-Pin Tung            | 1–2, 4 |
| \| \| China Racing Formula E Team[6] \| \| NEXTEV TCR Formula E Team[33] \| \| | Spark-Renault               | Spark-Renault SRT 01E | M     | 88 | Antonio García         | 3, 9   |
| \| \| China Racing Formula E Team[6] \| \| NEXTEV TCR Formula E Team[33] \| \| | Spark-Renault               | Spark-Renault SRT 01E | M     | 88 | Charles Pic            | 5–8    |
| \| \| China Racing Formula E Team[6] \| \| NEXTEV TCR Formula E Team[33] \| \| | Spark-Renault               | Spark-Renault SRT 01E | M     | 88 | Oliver Turvey          | 10–11  |
| \| \| China Racing Formula E Team[6] \| \| NEXTEV TCR Formula E Team[33] \| \| | Spark-Renault               | Spark-Renault SRT 01E | M     | 99 | Nelson Piquet Jr.      | Tutte  |
| Cina (bandiera)                                                                | China Racing Formula E Team |                       |       |    |                        |        |
| Cina (bandiera)                                                                | NEXTEV TCR Formula E Team   |                       |       |    |                        |        |

## Calendario
La stagione prevede 10 gare, tra settembre 2014 e giugno 2015. Il calendario finale è stato approvato dal Consiglio Automobilistico Mondiale della FIA nel dicembre 2013. Nell'aprile 2014, sono stati apportati cambiamenti nel calendario, tra i quali l'esclusione di Rio de Janeiro, che aveva già a sua volta sostituito Hong Kong. La sede definitiva per la quinta gara deve essere ancora annunciata; avrà comunque luogo il 14 febbraio 2015, in America, come parte dell'accordo logistico con DHL, spostando poi il round di Los Angeles al 4 aprile dello stesso anno. Il 22 maggio 2014, la Contea di Los Angeles ha ufficialmente annunciato che la gara del 4 aprile si svolgerà su una versione modificata del circuito stradale di Long Beach. Atlanta, Vancouver e Città del Messico si sono candidate per ospitare il quinto round della stagione.
| Round  | E-Prix                   | Paese       | Circuito                                     | Layout         | Data              |
| ------ | ------------------------ | ----------- | -------------------------------------------- | -------------- | ----------------- |
| 1      | E-Prix di Pechino        | Cina        | Circuito cittadino di Pechino                |                | 13 settembre 2014 |
| 2      | E-Prix di Putrajaya      | Malaysia    | Circuito cittadino di Putrajaya              |                | 22 novembre 2014  |
| 3      | E-Prix di Punta del Este | Uruguay     | Circuito cittadino di Punta del Este         |                | 13 dicembre 2014  |
| 4      | E-Prix di Buenos Aires   | Argentina   | Circuito cittadino di Puerto Madero          |                | 10 gennaio 2015   |
| 5      | E-Prix di Miami          | Stati Uniti | Circuito cittadino di Biscayne Bay           |                | 14 marzo 2015     |
| 6      | E-Prix di Long Beach     | Stati Uniti | Circuito di Long Beach                       |                | 4 aprile 2015     |
| 7      | E-Prix di Monaco         | Monaco      | Circuito di Monte Carlo                      |                | 9 maggio 2015     |
| 8      | E-Prix di Berlino        | Germania    | Circuito dell'aeroporto di Berlino-Tempelhof |                | 23 maggio 2015    |
| 9      | E-Prix di Mosca          | Russia      | Circuito cittadino di Mosca                  |                | 6 giugno 2015     |
| 10     | E-Prix di Londra Gara 1  | Regno Unito | Circuito cittadino di Battersea Park         |                | 27 giugno 2015    |
| 11     | E-Prix di Londra Gara 2  | Regno Unito | Circuito cittadino di Battersea Park         | 28 giugno 2015 |                   |
| Fonti: |                          |             |                                              |                |                   |

## Sessioni di test
Sono previste in tutto nove giornate di test, di cui cinque prima dell'inizio della stagione, due durante la stagione e due dopo il termine della stagione. Non sono consentite sessioni di test private.

## Regolamento
Per la stagione 2014-2015, le gare si devono svolgere in circuiti cittadini e nell'arco di una sola giornata.

### Prove libere
Sono previste due sessioni di prove libere, la prima di 45 minuti e la seconda di 30 minuti, durante le quali i piloti possono usare liberamente entrambe le vetture. In queste sessioni è consentito usare la massima potenza prevista (200 kW).

### Qualifiche
Le qualifiche per stabilire la griglia di partenza si svolgono in un'unica sessione di 55 minuti, di cui 40 effettivamente utilizzabili per i giri di pista. I piloti sono suddivisi in quattro gruppi da cinque vetture e ogni gruppo ha a disposizione 10 minuti per tentare di ottenere il miglior tempo sul giro. In questa fase a ciascun pilota è consentito usare una sola delle due vetture disponibili ed è consentito l'impiego della massima potenza cioè 200 kW (272 cavalli). Le posizioni sulla griglia di partenza vengono assegnate sulla base dei migliori tempi ottenuti sul giro. Al pilota che conquista la pole position vengono inoltre attribuiti tre punti, validi sia per la classifica piloti che per la classifica scuderie.

### Gara
La competizione vera e propria, denominata E-Prix, ha una durata approssimativa di un'ora. A differenza delle prove libere e delle qualifiche, la potenza utilizzabile in gara è limitata a 150 kW (204 cavalli). In caso questo limite venga superato, sono previste delle penalità. Tutti i piloti sono obbligati a effettuare un pit stop, con una durata minima prestabilita di volta in volta, durante il quale devono cambiare la vettura, nel rispetto di una serie di norme di sicurezza e sotto il controllo degli ispettori di gara. Durante il pit stop obbligatorio non è consentito il cambio degli pneumatici, ad eccezione del caso di una foratura. Ai primi dieci classificati viene assegnato un punteggio valido per la classifica piloti e per la classifica per scuderie. Vengono considerati classificati anche i piloti che, pur non avendo concluso la gara, abbiano completato oltre il 90% dei giri previsti. Anche al pilota che realizza il giro più veloce in gara vengono attribuiti due punti, validi sia per la classifica piloti che per la classifica a squadre.

### Fan boost
Il fan boost è un meccanismo specifico della Formula E. Prima di una competizione, i fan e gli appassionati possono votare via Internet il loro pilota preferito. Ai primi tre classificati, viene concessa la possibilità di superare in gara il limite dei 150 kW di potenza, potendo arrivare a usare 180 kW per un massimo di cinque secondi per ciascuna vettura.

### Pneumatici
Le vetture sono tutte equipaggiate con pneumatici forniti da Michelin. Ad ogni gara, ogni scuderia ha a disposizione cinque gomme anteriori e cinque gomme posteriori nuove. Per tutte le fasi di ogni evento (prove libere, qualifiche ed E-Prix) è obbligatorio l'uso dello stesso set di gomme. È inoltre obbligatorio montare una gomma anteriore e una posteriore usate nell'evento precedente, ad esclusione della prima gara dove tutti gli pneumatici possono essere nuovi. La sostituzione è ammessa solo in caso di foratura.

### Ricarica delle batterie
La ricarica completa da zero di tutte le vetture richiede normalmente una cinquantina di minuti e può essere effettuata solo tramite sistemi autorizzati dalla FIA. Durante tutte le fasi dell'evento, dalle prove libere fino alla gara, non è consentito ricaricare le batterie. Il divieto si estende anche al dopo gara, fino al completamento dei controlli finali.

### Punteggi
I punteggi vengono assegnati ai primi dieci classificati, al pilota che ha conquistato la pole position e al pilota che ha ottenuto il giro più veloce in gara, secondo lo schema seguente:
| Posizione | 1  | 2  | 3  | 4  | 5  | 6 | 7 | 8 | 9 | 10 | Pole | Giro veloce |
| Punteggio | 25 | 18 | 15 | 12 | 10 | 8 | 6 | 4 | 2 | 1  | 3    | 2           |

Limitatamente alla classifica piloti, a fine stagione viene scartato il peggior risultato.

## Risultati

### Gare
| Round | Gara           | Pole position     | Giro più veloce   | Pilota vincitore       | Team vincitore | Resoconto |
| ----- | -------------- | ----------------- | ----------------- | ---------------------- | -------------- | --------- |
| 1     | Pechino        | Nicolas Prost     | Takuma Satō       | Lucas Di Grassi        | Audi Sport ABT | Resoconto |
| 2     | Putrajaya      | Nicolas Prost     | Jaime Alguersuari | Sam Bird               | Virgin Racing  | Resoconto |
| 3     | Punta del Este | Jean-Éric Vergne  | Daniel Abt        | Sébastien Buemi        | e.dams Renault | Resoconto |
| 4     | Buenos Aires   | Sébastien Buemi   | Sam Bird          | António Félix da Costa | Amlin Aguri    | Resoconto |
| 5     | Miami          | Jean-Éric Vergne  | Nelson Piquet Jr. | Nicolas Prost          | e.dams Renault | Resoconto |
| 6     | Long Beach     | Daniel Abt        | Nicolas Prost     | Nelson Piquet Jr.      | China Racing   | Resoconto |
| 7     | Monaco         | Sébastien Buemi   | Jean-Éric Vergne  | Sébastien Buemi        | e.dams Renault | Resoconto |
| 8     | Berlino        | Jarno Trulli      | Nelson Piquet Jr. | Jérôme d'Ambrosio      | Dragon Racing  | Resoconto |
| 9     | Mosca          | Jean-Éric Vergne  | Sébastien Buemi   | Nelson Piquet Jr.      | NEXTEV TCR     | Resoconto |
| 10    | Londra         | Sébastien Buemi   | Lucas Di Grassi   | Sébastien Buemi        | e.dams Renault | Resoconto |
| 11    | Londra         | Stéphane Sarrazin | Sam Bird          | Sam Bird               | Virgin Racing  | Resoconto |

## Classifiche

### Classifica piloti
| Pos. | Pilota                 | BEI  | PUT  | PDE  | BUE | MIA  | LBH  | MON  | BER | MOS | LON  | LON  | Punti   |
| ---- | ---------------------- | ---- | ---- | ---- | --- | ---- | ---- | ---- | --- | --- | ---- | ---- | ------- |
| 1    | Nelson Piquet Jr.      | 8    | Rit  | 2    | 3   | 5    | 1*   | 3*   | 4*  | 1*  | 5*   | 7*   | 144     |
| 2    | Sébastien Buemi        | Rit  | 3    | 1    | Rit | 13   | 4    | 1    | 2*  | 9*  | 1    | 5*   | 143     |
| 3    | Lucas Di Grassi        | 1*   | 2    | 3    | Rit | 9    | 3    | 2    | SQ  | 2*  | 4    | 6    | 133     |
| 4    | Jérôme d'Ambrosio      | 6    | 5    | 8    | 14  | 4    | 6    | 5    | 1   | 11  | 2    | 2    | 113     |
| 5    | Sam Bird               | 3    | 1    | Rit  | 7   | 8    | Rit* | 4    | 8   | Rit | 6    | 1    | 103     |
| 6    | Nicolas Prost          | 12†  | 4    | 7    | 2   | 1    | 14   | 6    | 10  | 8   | 7    | (10) | 88 (89) |
| 7    | Jean-Éric Vergne       |      |      | 14†* | 6*  | 18†* | 2*   | Rit* | 7   | 4   | 3    | 16†  | 70      |
| 8    | António Félix da Costa |      | 8    | Rit  | 1   | 6    | 7    | 9    | 11  | 7   |      |      | 51      |
| 9    | Loïc Duval             |      |      |      |     | 7    | 9    | Rit  | 3   | 15  | 8    | 3    | 42      |
| 10   | Bruno Senna            | Rit* | 14†* | 6    | 5*  | Rit* | 5    | Rit  | 17  | 16  | 16   | 4    | 40      |
| 11   | Daniel Abt             | 10   | 10   | 15   | 13† | 3    | 15   | Rit  | 14  | 5   | Rit  | 11   | 32      |
| 12   | Nick Heidfeld          | 13†  | SQ*  | 10*  | 8*  | 12   | 11   | 10   | 5   | 3   | 13   | Rit  | 31      |
| 13   | Jaime Alguersuari      | 11   | 9    | 5    | 4   | 11   | 8    | Rit  | 12  | 13  |      |      | 30      |
| 14   | Stéphane Sarrazin      | 9    | 12   | Rit  | 10  | Rit  | 10   | 7    | 6   | 14  | 10   | 15   | 22      |
| 15   | Scott Speed            |      |      |      |     | 2    | Rit  | 12   | 13  |     |      |      | 18      |
| 16   | Franck Montagny        | 2    | SQ   |      |     |      |      |      |     |     |      |      | 18      |
| 17   | Karun Chandhok         | 5    | 6    | 13   | Rit | 14   | 12   | 13   | 18  | 12  | 12   | 13   | 18      |
| 18   | Charles Pic            | 4    |      |      |     | 17   | 16   | 8    | 15* |     |      |      | 16      |
| 19   | Oriol Servià           | 7    | 7    | 9    | 9   |      |      |      |     |     |      |      | 16      |
| 20   | Jarno Trulli           | Rit  | 16   | 4    | Rit | 15   | Rit  | 11   | 19† | 18† | 15   | Rit  | 15      |
| 21   | Salvador Durán         |      |      | 16*  | SQ  | 10*  | Rit  | Rit* | 16  | 6   | 17   | 8    | 13      |
| 22   | Oliver Turvey          |      |      |      |     |      |      |      |     |     | 9*   | 9*   | 4       |
| 23   | Vitantonio Liuzzi      |      |      |      |     | 16   | 13   | NC   | 9   | 17  |      |      | 2       |
| 24   | Takuma Satō            | Rit  |      |      |     |      |      |      |     |     |      |      | 2       |
| 25   | Justin Wilson          |      |      |      |     |      |      |      |     | 10  |      |      | 1       |
| 26   | Ho-Pin Tung            | 16   | 11   |      | 11  |      |      |      |     |     |      |      | 0       |
| 27   | Simona de Silvestro    |      |      |      |     |      |      |      |     |     | 11   | 12   | 0       |
| 28   | Antonio García         |      |      | 11   |     |      |      |      |     | 19  |      |      | 0       |
| 29   | Michela Cerruti        | 14   | Rit  | 12   | Rit |      |      |      |     |     |      |      | 0       |
| 30   | Marco Andretti         |      |      |      | 12  |      |      |      |     |     |      |      | 0       |
| 31   | Matthew Brabham        |      | 13   | Rit  |     |      |      |      |     |     |      |      | 0       |
| 32   | Fabio Leimer           |      |      |      |     |      |      |      |     |     | 14   | Rit  | 0       |
| 33   | Alex Fontana           |      |      |      |     |      |      |      |     |     | Rit  | 14   | 0       |
| 34   | Katherine Legge        | 15*  | 15*  |      |     |      |      |      |     |     |      |      | 0       |
| 35   | Sakon Yamamoto         |      |      |      |     |      |      |      |     |     | Rit* | Rit  | 0       |
| Pos. | Pilota                 | BEI  | PUT  | PDE  | BUE | MIA  | LBH  | MON  | BER | MOS | LON  | LON  | Punti   |

| Colore  | Risultato             |
| ------- | --------------------- |
| Oro     | Vincitore             |
| Argento | 2º posto              |
| Bronzo  | 3º posto              |
| Verde   | Finito a punti        |
| Blu     | Finito senza punti    |
| Viola   | Ritirato (Rit)        |
| Viola   | Non classificato (NC) |
| Rosso   | Non qualificato (NQ)  |
| Nero    | Squalificato (SQ)     |
| Bianco  | Non partito (NP)      |
| Bianco  | Non ha gareggiato     |
| Bianco  | Infortunato (INF)     |
| Bianco  | Escluso (ES)          |
| Bianco  | Gara cancellata (C)   |

### Classifica a squadre
| Pos. | Team               | Nº | BEI  | PUT  | PDE  | BUE | MIA  | LBH  | MON  | BER | MOS | LON  | LON | Punti |
| ---- | ------------------ | -- | ---- | ---- | ---- | --- | ---- | ---- | ---- | --- | --- | ---- | --- | ----- |
| 1    | e.dams Renault     | 8  | 12†  | 4    | 7    | 2   | 1    | 14   | 6    | 10  | 8   | 7    | 10  | 232   |
| 1    | e.dams Renault     | 9  | Rit  | 3    | 1    | Rit | 13   | 4    | 1    | 2*  | 9*  | 1    | 5*  | 232   |
| 2    | Dragon Racing      | 6  | 7    | 7    | 9    | 9   | 7    | 9    | Rit  | 3   | 15  | 8    | 3   | 171   |
| 2    | Dragon Racing      | 7  | 6    | 5    | 8    | 14  | 4    | 6    | 5    | 1   | 11  | 2    | 2   | 171   |
| 3    | Audi Sport ABT     | 11 | 1*   | 2    | 3    | Rit | 9    | 3    | 2    | SQ  | 2*  | 4    | 6   | 165   |
| 3    | Audi Sport ABT     | 66 | 10   | 10   | 15   | 13† | 3    | 15   | Rit  | 14  | 5   | Rit  | 11  | 165   |
| 4    | NEXTEV TCR         | 88 | 16   | 11   | 11   | 11  | 17   | 16   | 8    | 15* | 19  | 9*   | 9*  | 152   |
| 4    | NEXTEV TCR         | 99 | 8    | Rit  | 2    | 3   | 5    | 1*   | 3*   | 4*  | 1*  | 5*   | 7*  | 152   |
| 5    | Virgin Racing      | 2  | 3    | 1    | Rit  | 7   | 8    | Rit* | 4    | 8   | Rit | 6    | 1   | 133   |
| 5    | Virgin Racing      | 3  | 11   | 9    | 5    | 4   | 11   | 8    | Rit  | 12  | 13  | 14   | Rit | 133   |
| 6    | Andretti Autosport | 27 | 2    | SQ   | 14†* | 6*  | 18†* | 2*   | Rit* | 7   | 4   | 3    | 16† | 119   |
| 6    | Andretti Autosport | 28 | 4    | 13   | Rit  | 12  | 2    | Rit  | 12   | 13  | 10  | 11   | 12  | 119   |
| 7    | Amlin Aguri        | 55 | Rit  | 8    | Rit  | 1   | 6    | 7    | 9    | 11  | 7   | Rit* | Rit | 66    |
| 7    | Amlin Aguri        | 77 | 15*  | 15*  | 16*  | SQ  | 10*  | Rit  | Rit* | 16  | 6   | 17   | 8   | 66    |
| 8    | Mahindra Racing    | 5  | 5    | 6    | 13   | Rit | 14   | 12   | 13   | 18  | 12  | 12   | 13  | 58    |
| 8    | Mahindra Racing    | 21 | Rit* | 14†* | 6    | 5*  | Rit* | 5    | Rit  | 17  | 16  | 16   | 4   | 58    |
| 9    | Venturi            | 23 | 13†  | SQ*  | 10*  | 8*  | 12   | 11   | 10   | 5   | 3   | 13   | Rit | 53    |
| 9    | Venturi            | 30 | 9    | 12   | Rit  | 10  | Rit  | 10   | 7    | 6   | 14  | 10   | 15  | 53    |
| 10   | Trulli             | 10 | Rit  | 16   | 4    | Rit | 15   | Rit  | 11   | 19† | 18† | 15   | Rit | 17    |
| 10   | Trulli             | 18 | 14   | Rit  | 12   | Rit | 16   | 13   | NC   | 9   | 17  | Rit  | 14  | 17    |
| Pos. | Team               | Nº | BEI  | PUT  | PDE  | ARG | MIA  | LBH  | MON  | BER | MOS | LON  | LON | Punti |

| Colore  | Risultato             |
| ------- | --------------------- |
| Oro     | Vincitore             |
| Argento | 2º posto              |
| Bronzo  | 3º posto              |
| Verde   | Finito a punti        |
| Blu     | Finito senza punti    |
| Viola   | Ritirato (Rit)        |
| Viola   | Non classificato (NC) |
| Rosso   | Non qualificato (NQ)  |
| Nero    | Squalificato (SQ)     |
| Bianco  | Non partito (NP)      |
| Bianco  | Non ha gareggiato     |
| Bianco  | Infortunato (INF)     |
| Bianco  | Escluso (ES)          |
| Bianco  | Gara cancellata (C)   |